# Columna de Prusias II
La columna de Prusias II es una columna votiva  griega en Delfos, Grecia. Sus ruinas forman parte del yacimiento arqueológico de Delfos y es Patrimonio Mundial de la Unesco.
La columna fue construida en el periodo helenístico en el año 182 a. C. o poco después. Según la inscripción lapidaria en griego antiguo, fue erigida por la Liga Etolia en honor de Prusias II, rey de Bitinia:

Βασιλέα Προυσίαν, βασιλέως Προυσία, τò Κοινò τῶν Αἰτωλῶν, ἀρετᾶς ἔνεκεν καὶ εὐεργεσίας τάς ἐς αὑτούς.
Basilea Prūsian, basileōs Prūsia, to Koino tōn Aitōlōn, aretas heneken kai euergesias tas es hautūs.
 «Al rey Prusias, hijo del rey Prusias, la Liga de Etolia, por su virtud y las buenas obras que había hecho por ella»

## Descripción

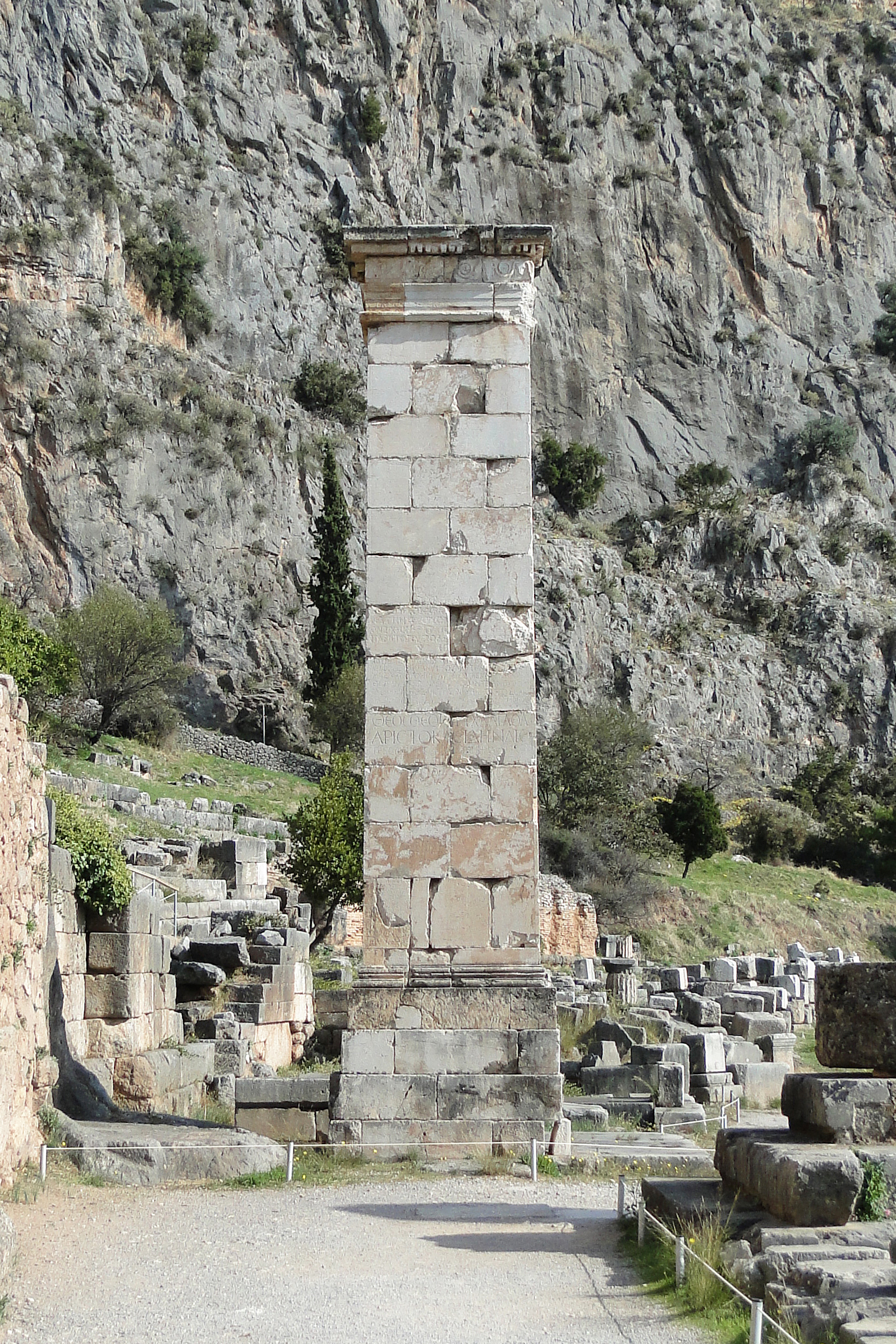

La columna se encuentra en el santuario de Apolo, frente a la esquina noreste del templo de Apolo. Actualmente ha sido restaurada a su posición original, y tiene unos 9,7 m de altura. En la parte superior de la columna había originalmente una estatua de Prusias II a caballo, que no ha sobrevivido.
Consta de una base alta formada por hileras de bloques rectangulares, mientras que en su parte superior lleva una decoración en relieve que representa guirnaldas y bucráneos; la decoración incluía también una moldura baja con soportes. En la parte superior del monumento, hileras de hendiduras rectangulares están posiblemente relacionadas con toda la composición, ya que podrían haber servido para sujetar motivos florales, como cultivos, que probablemente aludían a la beneficencia del rey. También podrían haber contenido cuchillas de bronce destinadas a proteger la columna de los pájaros.